# اندیس جوشین (۲)
جوشین(۲) یک اندیس فلزی است که در حوالی شهر خانه خاتون استان کرمان قرار دارد و مادهٔ معدنی موجود در آن، مولیبدنیت است.  